# Peter Szupak
Peter Szupak (* 9. Oktober 1952) ist ein ehemaliger deutscher Fußballspieler. Für den FC Augsburg und den SSV Ulm 1846 lief er in der 2. Bundesliga in insgesamt 89 Spielen auf, der Stürmer erzielte dabei 15 Treffer.

## Sportlicher Werdegang
Szupak spielte zunächst für den seinerzeitigen Bezirksligisten TSV Wertingen, ehe er sich dem FC Augsburg anschloss. Im August 1976 debütierte er für die Schwaben in der zweithöchsten Spielklasse, als Trainer Gerd Menne ihn beim 3:2-Auswärtserfolg beim FSV Frankfurt bei 0:2-Halbzeitrückstand in der Pause für Edgar Schneider einwechselte und anschließend Willi Hoffmann, Klaus Vöhringer sowie Georg Beichle den Erfolg herausschossen. Insgesamt lief er in der Spielzeit 1976/77 in 23 Spielen auf, mit zwei Treffern trug er zum Erreichen des neunten Tabellenplatzes der Südstaffel bei. Nachdem er in der folgenden Spielzeit nur noch elf Einsätze verbuchen konnte, verließ er im Sommer 1978 die Fuggerstädter.
Ab 1978 stand Szupak beim baden-württembergischen Oberligisten SSV Ulm 1846 unter Vertrag. Hier war er mit elf Saisontreffern in der Spielzeit 1978/79 hinter Dieter Kohnle (17 Saisontore) und Karl-Heinz Schrade (14 Saisontore) drittbester vereinsinterner Torschütze und führte den Klub damit zur mit dem Zweitligaaufstieg verbundenen Oberligameisterschaft. Hier lief er in den folgenden beiden Spielzeiten in 55 Zweitligaspielen auf. Mit acht Toren in der Spielzeit 1980/81 war er am Erreichen des fünften Tabellenplatzes beteiligt, um einen Tabellenplatz wurde damit der Klassenerhalt wegen der zu niedrigen Platzziffer für die Qualifikation für die eingleisige 2. Bundesliga verpasst. In der Spielzeit 1981/82 bestritt er seine letzte Saison für den Klub und war er mit erneut acht Saisontoren an der abermaligen Oberligameisterschaft beteiligt. In der anschließenden Aufstiegsrunde zur 2. Bundesliga, als die Ulmer punktgleich mit dem FC Augsburg wegen eines weniger geschossenen Tores den Aufstieg verpassten, kam er nicht mehr zum Einsatz.